# فالتر فريتس
فالتر هيلموت فريتس Walter Helmut Fritz (ولد في 26 أغسطس 1929 في كارلسروهه) هو أديب ألماني.

## حياته
ينحدر فريتس من عائلة من المعماريين. نشأ في فالتبريشتسفاير في الغابة السوداء وراشتات وكارلسروهه. درس علوم الأدب والفلسفة واللغات الحديثة في جامعة هايدلبرغ حتى عام 1954. ثم عمل مدرسا في مدرسة ثانوية في كارلسوهه، وتفرغ للكتابة في عام 1964. وكان يدرس لفترة في المعهد العالي التقني في كارلسروهه، وعمل في الفترة بين 1968 و 1970 مراجعا في دار نشر سانت فيشر فيرلاج S. Fischer Verlag في فرانكفورت على الماين.
وقد نشر فريتس بجانب عدة روايات ومقالات الشعر في المقام الأول. ويعتبر رائد أسلوب صامت وموجز في صياغة القصيدة؛ ويأتي في مضمون قصائده وصف انطباعي للطبيعة وتفاصيل الحياة اليومية، ويخدم هذا الوصف في رسم علاقات وتطورات نفسية.
وهو عضو في مركز القلم PEN-Zentrum في ألمانيا الاتحادية، وفي أكاديمية الفنون الجميلة البافارية في ميونخ، وفي أكاديمية العلوم والأدب في ماينتس وكذلك في الأكاديمية الألمانية للغة والأدب في دارمشتات.

## جوائز حصل عليها
- الجائزة الأدبية من مدينة كارلسروهه 1960
- الجائزة الأدبية من مدينة شتوتغارت 1986
- جائزة جيورج تراكل 1992
- الجائزة الأدبية الكبيرة من أكاديمية الفنون الجميلة البافارية 1995

## روابط خارجية
- فالتر فريتس على موقع مونزينجر (الألمانية)